# Dolanci
Dolanci este o localitate din comuna Komen, Slovenia, cu o populație de 18 locuitori.